# Съзряване
„Съзряване“ (на английски: An Education) е британски драматичен филм от 2009 г., режисиран от Лоне Шерфиг. Сценарият, написан от Ник Хорнби, е базиран на едноименната книга на Лин Барбър. Премиерата е на 18 януари 2009 г. на кинофестивала „Сънданс“, а по кината във Великобритания филмът излиза на 30 октомври 2009 г.

## Актьорски състав
| Актьор         | Роля           |
| -------------- | -------------- |
| Кери Мълиган   | Джени Мелър    |
| Питър Сарзгард | Дейвид Голдман |
| Доминик Купър  | Дани           |
| Розамунд Пайк  | Хелън          |
| Алфред Молина  | Джак Мелър     |
| Кара Сиймор    | Марджъри Мелър |
| Ема Томпсън    | г-ца Уолтърс   |
| Оливия Уилямс  | г-ца Стъбс     |
| Сали Хокинс    | Сара Голдман   |
| Матю Биърд     | Греъм          |
| Ели Кендрик    | Тина           |

## Награди и номинации
| Категория                                       | Номиниран(и)              | Резултат               |
| Оскар (7 март 2010 г.)                          | Оскар (7 март 2010 г.)    | Оскар (7 март 2010 г.) |
| ----------------------------------------------- | ------------------------- | ---------------------- |
| Най-добър филм                                  | Най-добър филм            | номинация              |
| Най-добър адаптиран сценарий                    | Ник Хорнби                | номинация              |
| Най-добра женска роля                           | Кери Мълиган              | номинация              |
| Награда на БАФТА (21 февруари 2010 г.)          |                           |                        |
| Най-добра актриса в главна роля                 | Кери Мълиган              | награда                |
| Най-добър филм                                  | Най-добър филм            | номинация              |
| Най-добър британски филм                        | Най-добър британски филм  | номинация              |
| Най-добри костюми                               | Най-добри костюми         | номинация              |
| Най-добър грим и прически                       | Най-добър грим и прически | номинация              |
| Най-добра режисура                              | Лоне Шерфиг               | номинация              |
| Най-добър адаптиран сценарий                    | Ник Хорнби                | номинация              |
| Най-добър актьор в поддържаща роля              | Алфред Молина             | номинация              |
| Златен глобус (17 януари 2010 г.)               |                           |                        |
| Най-добра актриса в драматичен филм             | Кери Мълиган              | номинация              |
| Европейски филмови награди (4 декември 2010 г.) |                           |                        |
| Награда на публиката                            | Награда на публиката      | номинация              |
| Сателит (20 декември 2009 г.)                   |                           |                        |
| Най-добър филм – драма                          | Най-добър филм – драма    | номинация              |
| Най-добър режисьор                              | Лоне Шерфиг               | номинация              |
| Най-добър адаптиран сценарий                    | Ник Хорнби                | номинация              |
| Най-добра актриса в драматичен филм             | Кери Мълиган              | номинация              |
| Най-добър актьор в поддържаща роля              | Алфред Молина             | номинация              |
| Емпайър (28 март 2010 г.)                       |                           |                        |
| Най-добър британски филм                        | Най-добър британски филм  | номинация              |
| Най-добра актриса                               | Кери Мълиган              | номинация              |
| Най-добър дебют                                 | Кери Мълиган              | номинация              |